# Nati nel 1389
| Questa pagina contiene informazioni ricavate automaticamente dalle voci biografiche con l'ausilio del template Bio e di un bot. L'aggiornamento è periodico e automatico e ricostruisce completamente la pagina. Se manca una persona in questa lista, sei pregato di non aggiungerla, ma accertati piuttosto che la sua voce biografica contenga il template Bio e che i dati anagrafici siano correttamente compilati. Se il template Bio manca, inseriscilo tu stesso o, in alternativa, metti l'avviso {{tmp\|Bio}} che ne segnala la mancanza. Se i dati riportati sono sbagliati, correggi direttamente la voce biografica; le modifiche saranno visibili in questa lista entro pochi giorni. Per chiarimenti vedi il progetto biografie. La lista contiene solo le 19 persone che sono citate nell'enciclopedia e per le quali è stato implementato correttamente il template Bio. Pagina aggiornata al 10 ago 2025. |

- 1º marzo - Antonino Pierozzi, teologo, arcivescovo cattolico e letterato italiano († 1459)
- 20 giugno - Giovanni Plantageneto, I duca di Bedford, nobile britannico († 1435)
- 1º settembre - Puccio Pucci, politico italiano († 1449)
- 9 settembre - Pierre de Rieux, militare francese († 1439)
- 20 settembre - Lucrezia Ordelaffi, nobile italiana († 1404)
- 27 settembre - Cosimo de' Medici, politico e banchiere italiano († 1464)
- 9 novembre - Isabella di Valois, francese († 1409)
- 15 novembre - Ibn 'Arabshah, storico e viaggiatore arabo († 1450)
- 5 dicembre - Zbigniew Oleśnicki, cardinale e vescovo cattolico polacco († 1455)
- 24 dicembre - Giovanni VI di Bretagna, nobile francese († 1442)
- Benedetto Barzi, giurista e diplomatico italiano († 1459)
- Niccolò Fortebraccio, nobile e condottiero italiano († 1435)
- Bruno Mazzei, orafo italiano († 1470)
- Giovanni III di Meclemburgo-Stargard, duca
- Cristoforo Nicelli, giurista italiano († 1482)
- Giuliano Ricci, arcivescovo cattolico italiano († 1461)
- Bernardino Ubaldini, condottiero italiano († 1437)
- Giovanni Rocco de' Porzi, religioso italiano († 1461)
- Filippo di Nevers, conte († 1415)